# Kozí hrádek (planetka)
(76628) Kozi Hradek je planetka nacházející se v hlavním pásu planetek. Objevil ji český astronom Miloš Tichý a jeho manželka Jana Tichá na hvězdárně Kleť. Byla pojmenována podle hradu Kozí Hrádek.